# Discodoris schmeltziana
Discodoris schmeltziana is een slakkensoort uit de familie van de Discodorididae. De wetenschappelijke naam van de soort is voor het eerst geldig gepubliceerd in 1875 door Bergh.